# 山形県小学校の廃校一覧
山形県小学校の廃校一覧（やまがたけんしょうがっこうのはいこういちらん）とは、山形県内の廃校になった小学校の一覧。対象となるのは、学制改革（1947年）以降に廃校となった小学校、および分校である。校名は廃校当時のもの。廃校時に小学校が所在していた自治体がその後、合併により消滅している場合は、現行の自治体に含む。また、現在休校中の県内の小学校と分校も、事実上廃校となっているものが多いため参考として記載する。
（）内は、廃校になった年、統合先の小学校である。

## 山形市
- 山形市立東沢小学校下宝沢分校（1963年閉校）[1]
- 山形市立東沢小学校新山分校（1963年閉校）[1]
- 山形市立飯塚小学校（1964年山形市立第一小学校の一部と統合し山形市立第十小学校へ）[2]
- 山形市立椹沢小学校（同上）[2]
- 山形市立西山形小学校新田冬季分校（1976年閉校）[注釈 1]
- 山形市立蔵王第三小学校蔵王学園分校（1976年6月17日閉校）[3]
- 山形市立西山形小学校仁田沢冬季分校（1976年11月1日閉校）[3]
- 山形市立滝山小学校八森冬季分校（1977年12月休校、神尾冬季分校に改称し1984年閉校）[4]
- 山形市立大曽根小学校滝の平分校（1980年閉校）[3]
- 山形市立滝山小学校土坂冬季分校（1984年閉校）[4]
- 山形市立大曽根小学校芳沢冬季分校（1985年閉校）[3]
- 山形市立高瀬小学校合の原分校（2003年閉校）[3]
- 山形市立双葉小学校大平冬季分校（2003年閉校）
- 山形市立双葉小学校（2012年西山形小へ統合）[5]

本沢村（1956年・山形市に編入）
- 本沢村立本沢小学校久保手分校（1956年11月15日閉校）[6]

## 米沢市
- 米沢市立関小学校大笠分校（1961年10月1日閉校）[7]
- 米沢市立万世小学校刈安分校（1967年閉校）[8]
- 米沢市立関根小学校水窪冬季分校（1970年閉校）
- 米沢市立大沢小学校（1978年関根小大沢分校となり、1980年休校、1994年閉校）[9]
- 米沢市立三沢西部小学校八谷分校（1990年閉校）[8]
- 米沢市立三沢東部小学校糸畔分校（1991年閉校）[10]
- 米沢市立関小学校綱木分校（1992年休校[7]、2021年関小の閉校に伴い閉校）
- 米沢市立南原小学校芳泉分校（1992年閉校）[11]
- 米沢市立南原小学校大平冬季分校（1994年閉校）[11]
- 米沢市立関小学校高湯分校（1996年休校[7]、2021年関小の閉校に伴い閉校）
- 米沢市立三沢西部小学校入田沢分校（1998年閉校）[8]
- 米沢市立関根小学校赤崩分校（2000年休校[8]、2021年関根小の閉校に伴い閉校）
- 米沢市立南原小学校李山分校（2003年休校）[11]
- 米沢市立関根小学校松原分校（2004年休校[8]、2021年関根小の閉校に伴い閉校）
- 米沢市立板谷小学校（1996年関根小板谷分校となり[9]、2000年休校、2001年再開、2005年再休校、2019年閉校[12]）
- 米沢市立三沢東部小学校山梨沢分校（2008年休校、2023年三沢東部小の閉校に伴い閉校）[10]
- 米沢市立三沢東部小学校笹原分校（2006年休校、2008年閉校）[10]
- 米沢市立上郷小学校浅川分校（2015年閉校）[13]
- 米沢市立関小学校（2021年米沢市立南原小学校へ統合）[14]
- 米沢市立関根小学校（2021年米沢市立松川小学校へ統合）[14]
- 米沢市立三沢東部小学校（2023年米沢市立西部小学校へ統合）
- 米沢市立三沢西部小学校（同上）

## 鶴岡市
- 鶴岡市立櫛引東小学校たらのき代分校（2007年閉校）[15]
- 鶴岡市立朝暘第四小学校〈旧〉（2014年統合により鶴岡市立朝暘第四小学校〈新〉へ）[16]
- 鶴岡市立湯田川小学校（同上）[16]
- 鶴岡市立田川小学校（同上）[16]
- 鶴岡市立朝日大泉小学校（2014年朝日小と統合して鶴岡市立あさひ小学校へ）[17]
- 鶴岡市立朝日小学校（2014年朝日大泉小と統合してあさひ小へ）[17]
- 鶴岡市立三瀬小学校（2015年統合により鶴岡市立豊浦小学校へ）[18]
- 鶴岡市立小堅小学校（同上）[18]
- 鶴岡市立由良小学校（同上）[18]
- 鶴岡市立大網小学校（2016年あさひ小へ統合）[17]
- 鶴岡市立山戸小学校（2016年統合により鶴岡市立あつみ小学校へ）[19]
- 鶴岡市立温海小学校（同上）[19]
- 鶴岡市立五十川小学校（同上）[19]
- 鶴岡市立福栄小学校（同上）[19]
- 鶴岡市立羽黒第三小学校（1973年8月8日広瀬小〈初代〉から改称、2016年羽黒第四小と統合し鶴岡市立広瀬小学校〈2代目〉へ）[20]
- 鶴岡市立羽黒第四小学校（2016年羽黒第三小と統合し広瀬小〈2代目〉へ）[20]
- 鶴岡市立大山小学校〈旧〉（2017年加茂小と統合し鶴岡市立大山小学校〈新〉へ）[21]
- 鶴岡市立加茂小学校（2017年大山小〈旧〉と統合し大山小〈新〉へ）[21]
- 鶴岡市立栄小学校（2018年鶴岡市立京田小学校へ統合）[22]
- 鶴岡市立長沼小学校（2018年鶴岡市立藤島小学校へ統合）[22]
- 鶴岡市立羽黒第一小学校（2018年羽黒第二小と統合し鶴岡市立羽黒小学校へ）[22]
- 鶴岡市立羽黒第二小学校（2018年羽黒第一小と統合し羽黒小へ）[22]

鶴岡市〈旧〉（2005年・鶴岡市を新設）
- 鶴岡市立朝暘第五小学校文下分校（1966年閉校）[23]
- 鶴岡市立田川小学校河倉冬季分校 （1969年閉校）
- 鶴岡市立谷定小学校（1964年黄金小谷定分校から独立、1971年鶴岡市立黄金小学校へ統合）[24]
- 鶴岡市立上郷小学校〈旧〉（1972年[25]西目小と統合し鶴岡市立上郷小学校〈新〉[26]へ）
- 鶴岡市立西目小学校（1972年[25]上郷小〈旧〉と統合し上郷小〈新〉[26]へ）
- 鶴岡市立田川小学校長滝冬季分校（1979年閉校）

櫛引町（2005年・鶴岡市を新設）
- 櫛引町立櫛引東小学校田代冬季分校（1969年1月1日閉校）[15]
- 櫛引町立櫛引東小学校宝谷分校（1973年閉校）[15]

櫛引村（1966年・櫛引町に町制施行）
- 櫛引村立櫛引東小学校馬渡冬季分校（1965年12月1日閉校）[15]

朝日村（2005年・鶴岡市を新設）
- 朝日村立大鳥小学校桝形冬季分校（1978年大鳥小学校桝形分校から改称、1979年閉校）
- 朝日村立大鳥小学校[27]（1984年閉校）
- 朝日村立大綱小学校田麦俣分校（2004年閉校）[28]

温海町（2005年・鶴岡市を新設）
- 温海町立菅野代小学校（1996年）[29]

## 酒田市
- 酒田市立琢成小学校〈旧〉（1975年光ヶ丘小と統合し酒田市立琢成小学校〈新〉へ）[30]
- 酒田市立光ヶ丘小学校（1975年琢成小〈旧〉と統合し琢成小〈新〉へ）[30]
- 酒田市立本楯小学校（1997年上田小と統合し酒田市立鳥海小学校へ）[31]
- 酒田市立上田小学校（1997年本楯小と統合し鳥海小へ）[31]
- 酒田市立東陽小学校（2006年酒田市立南平田小学校へ統合）[32]
- 酒田市立八幡小学校〈旧〉（2009年統合により酒田市立八幡小学校〈新〉へ）[33]
- 酒田市立日向小学校（同上）[33]
- 酒田市立大沢小学校（同上）[33]
- 酒田市立中平田小学校（2013年に統合により酒田市立平田小学校へ）[34]
- 酒田市立東平田小学校（同上）[34]
- 酒田市立北平田小学校（同上）[34]
- 酒田市立亀城小学校（2014年港南小と統合し酒田市立亀ヶ崎小学校へ）[35]
- 酒田市立港南小学校（2014年亀城小と統合し亀ヶ崎小へ）[35]
- 酒田市立南遊佐小学校（2017年鳥海小へ統合）[31]
- 酒田市立松山小学校〈旧〉（2017年統合により酒田市立松山小学校〈新〉へ）[36]
- 酒田市立地見興屋小学校（同上）[36]
- 酒田市立内郷小学校（同上）[36]
- 酒田市立田沢小学校（2022年南平田小へ）[37]

## 新庄市
- 新庄市立新庄小学校飛田分校（1962年閉校）[38]
- 新庄市立日新小学校休場分校（1967年閉校）[39]
- 新庄市立升形小学校前波分校（1987年閉校）[40]
- 新庄市立本合海小学校福宮分校（1991年閉校）[41]
- 新庄市立日新小学校柏木山分校（1998年閉校）[39]
- 新庄市立沼田小学校泉ヶ丘分校（2001年閉校）[41]
- 新庄市立萩野小学校土内分校（2003年閉校）[41]
- 新庄市立角沢小学校（2006年新庄市立日新小学校へ統合）[39]
- 新庄市立萩野小学校二枚橋冬季分校（2007年閉校）[42]
- 新庄市立山屋小学校（2010年新庄市立新庄小学校へ統合）[43]
- 新庄市立萩野小学校〈初代〉（2015年統合により小中一貫校萩野学園萩野小学校〈2代目〉へ）[44]
- 新庄市立昭和小学校（同上）[44]
- 新庄市立泉田小学校（同上）[44]
- 新庄市立萩野小学校〈2代目〉（2016年新庄市立萩野中学校と統合し義務教育学校の新庄市立萩野学園へ）[44]
- 新庄市立沼田小学校（2021年北辰小および明倫中と統合し、義務教育学校の新庄市立明倫学園へ）[45]
- 新庄市立北辰小学校（2021年沼田小および明倫中と統合し、義務教育学校の新庄市立明倫学園へ）[45]

## 寒河江市
- 寒河江市立白岩小学校銅山分校（1961年閉校）[注釈 2]
- 寒河江市立幸生小学校清水山冬季分校（1968年閉校）
- 寒河江市立白岩小学校畑分校（1977年閉校）
- 寒河江市立幸生小学校柳の沢冬季分校（1979年閉校）
- 寒河江市立田代小学校（2013年寒河江市立白岩小学校へ統合）[46]
- 寒河江市立幸生小学校（2021年白岩小へ統合）[47]

## 上山市
- 上山市立中川小学校蔵王鉱山分校（1955年蔵王開拓分校と統合し中川第二小へ）[48]
- 上山市立中川小学校蔵王開拓分校（1955年蔵王鉱山分校と統合し中川第二小へ）[48]
- 上山市立中川小学校永野分校（1955年永野冬季分校となり、1966年11月30日閉校）[48]
- 上山市立上山小学校久保手分校（1956年本沢小久保手分校から移管、1957年閉校）[49]
- 上山市立宮生小学校中生居分校（1961年閉校）[50]
- 上山市立中川第二小学校（1968年閉校）[48]
- 上山市立山元小学校内山冬季分校（1973年閉校）
- 上山市立宮生小学校泥部冬季分校（1973年休校、1988年閉校）[50]
- 上山市立東小学校古屋敷分校（1977年休校、1979年古屋敷冬季分校となり、1980年再休校、1991年閉校）[50]
- 上山市立中川小学校小倉分校（1980年休校[48]、2006年閉校）
- 上山市立中川小学校蔵王分校（1981年休校、1986年12月1日 - 1987年3月31日および1995年12月1日 - 1996年3月31日、1996年12月1日 - 1997年3月31日、1999年12月1日 - 2000年3月31日の期間を蔵王冬季分校として使用[48]、2006年閉校）
- 上山市立山元小学校小白府分校（1982年休校、1992年閉校）[51]
- 上山市立本庄小学校赤山分校（1989年休校、2006年閉校）[50]
- 上山市立西郷第二小学校竜沢分校（1992年西郷第二小学校竜沢冬季分校に改称、2006年閉校）[52]
- 上山市立山元小学校（2006年休校、児童は山形市立本沢小学校へ通学）[51]
- 上山市立中山小学校（2011年上山市立南小学校へ統合）[53]
- 上山市立本庄小学校（2013年統合により上山市立宮川小学校へ）[50]
- 上山市立東小学校（同上）[50]
- 上山市立宮生小学校（同上）[50]
- 上山市立西郷第二小学校（2015年南小へ統合）[53]
- 上山市立西郷第一小学校（2022年南小へ統合）[54]

東村（1954年・上山市を新設）
- 東村立東小学校菖蒲分教場（1954年閉校）[50]

## 村山市
- 村山市立山ノ内小学校清水平冬季分校（1970年閉校）
- 尾花沢・村山組合立五十沢小学校（1972年閉校）[55]
- 村山市立山ノ内小学校三枚平冬季分校（1972年閉校）[55]
- 村山市立山ノ内小学校（2007年[56]村山市立富並小学校へ統合）
- 村山市立大倉小学校（2013年村山市立楯岡小学校へ統合）[57]

## 長井市
- 長井市立平野小学校桂谷分校（1964年閉校）[58]
- 長井市立致芳小学校森分校 （1966年閉校）
- 長井市立西根小学校勧進代分校 （1983年閉校）
- 長井市立西根小学校寺泉分校 （1983年閉校）

## 天童市
- 天童市立第三小学校向原分校（1966年閉校）[59]
- 天童市立山口小学校乱川分校（1981年閉校）[60]
- 天童市立田麦野小学校（2006年天童市立山口小学校へ統合）[61]

## 東根市
- 東根市立東郷小学校沼沢沼分校（東郷小学校沼沢沼冬季分校から改称、1965年12月閉校）[62]
- 東根市立東郷小学校入分校（1978年閉校）[62]
- 東根市立東郷小学校沼沢分校（1978年閉校）[62]
- 東根市立東郷小学校猪野沢分校（1978年閉校）[62]

## 尾花沢市
- 尾花沢市立常盤小学校古殿冬季分校（1966年12月閉校）[63][注釈 3]
- 尾花沢市立常盤小学校細野冬季分校（1990年12月休校）[63]
- 尾花沢市立常盤小学校六沢冬季分校（1992年12月休校）[63]
- 尾花沢市立常盤小学校畑沢冬季分校（1981年12月休校、1993年閉校）[63]
- 尾花沢市立常盤小学校袖原冬季分校（2000年12月休校）[63]
- 尾花沢市立牛房野小学校（2010年[64]尾花沢市立尾花沢小学校へ統合）[65][注釈 4]
- 尾花沢市立明徳小学校（2013年高橋小と統合し尾花沢市立宮沢小学校へ）[66]
- 尾花沢市立高橋小学校（2013年明徳小と統合し宮沢小へ）[66]
- 尾花沢市立寺内小学校（2014年統合により尾花沢市立福原小学校へ）[67]
- 尾花沢市立名木沢小学校（同上）[67]
- 尾花沢市立福原中部小学校（同上）[67]
- 尾花沢市立荻袋小学校（同上）[67]
- 尾花沢市立上柳小学校（2016年尾花沢市立玉野小学校へ統合）[68]
- 尾花沢市立常盤小学校〈旧〉（2020年鶴子小と統合し尾花沢市立常盤小学校〈新〉へ）[69]
- 尾花沢市立鶴子小学校（2020年常盤小〈旧〉と統合し常盤小〈新〉へ）[69]

## 南陽市
- 南陽市立漆山小学校笹子平冬季分校（1964年閉校）[70]
- 南陽市立中川小学校釜渡戸冬期分校（1972年休校、2015年閉校）[71]
- 南陽市立金山小学校（1973年南陽市立宮内小学校へ統合）[72]
- 南陽市立漆山小学校矢の沢分校（1976年休校、1986年閉校）[70]
- 南陽市立荻小学校水林冬季分校（1977年閉校）[注釈 5]
- 南陽市立漆山小学校杢の沢分校（1977年休校、1981年再開、1992年休校、2004年閉校）[70]
- 南陽市立梨郷小学校外沢分校（1978年休校、1982年閉校）[注釈 6]
- 南陽市立荻小学校〈旧〉（2013年小滝小と統合し南陽市立荻小学校〈新〉へ）[73]
- 南陽市立小滝小学校（2013年休校し荻小〈新〉へ統合、2020年閉校）[74]
- 南陽市立荻小学校（2024年休校し宮内小へ統合、2025年閉校）[75]

## 東村山郡

### 山辺町
- 山辺町立北山小学校（1970年大蕨小と統合し鳥海小へ）
- 山辺町立大蕨小学校（1970年北山小と統合し鳥海小へ）
- 山辺町立作谷沢小学校嶽原冬季分校（1980年休校、2008年閉校[76]）
- 山辺町立鳥海小学校（2012年大寺小へ統合）[77]
- 山辺町立大寺小学校（2019年山辺町立山辺小学校へ統合）[78]
- 山辺町立作谷沢小学校（2021年山辺町立相模小学校へ統合）[76]

### 中山町
- 中山町立豊田小学校岩谷分教場（1975年閉校）[79]

## 西村山郡

### 朝日町
- 朝日町立立木小学校白滝冬季分校（1961年閉校）
- 朝日町立立木小学校木川分校（1971年閉校）[80]
- 朝日町立立木小学校一ツ沢分校（1973年閉校）[80]
- 朝日町立西五百川小学校三中分校（1995年閉校）[81][注釈 7]
- 朝日町立上郷小学校杉山分校（1997年閉校）[80]
- 朝日町立大谷小学校川通分校（1997年閉校）[80]
- 朝日町立大谷小学校大暮山分校（1999年閉校）[80]
- 朝日町立西五百川小学校大舟木分校（1999年閉校）[81]
- 朝日町立立木小学校（2001年朝日町立西五百川小学校へ統合）[81]
- 朝日町立水本小学校（2002年朝日町立宮宿小学校へ統合）[82]
- 朝日町立上郷小学校（2003年宮宿小へ統合）[83]
- 朝日町立送橋小学校（同上）[84]
- 朝日町立和合小学校（2008年宮宿小へ統合）[85]
- 朝日町立大谷小学校大沼分校（2009年閉校）[86]

### 西川町
- 西川町立西山小学校高旭分校（1967年閉校）
- 西川町立月山沢小学校四ツ谷冬季分校（1972年閉校）
- 西川町立月山沢小学校（1976年閉校）[87]
- 西川町立月山沢小学校二ツ掛冬季分校（1976年閉校）
- 西川町立月山沢小学校砂子関冬季分校（1976年閉校）
- 西川町立間沢川小学校（1976年閉校）[87]
- 西川町立西山小学校鶴部分校（1978年休校、1989年閉校）
- 西川町立本道寺小学校（1982年水沢小へ統合）[87]
- 西川町立小山小学校（1989年入間小小山分校となり、2006年7月15日閉校）
- 西川町立水沢小学校志津分校（1992年休校し児童は水沢小へ通学、2012年本校が閉校）
- 西川町立入間小学校（2007年休校し水沢小へ事実上統合、2012年閉校）[87]
- 西川町立大井沢小学校（同上）[87]
- 西川町立岩根沢小学校（同上）[87]
- 西川町立睦合小学校（2012年統合により西川町立西川小学校へ）[87]
- 西川町立西山小学校（同上）[87]
- 西川町立水沢小学校（同上）[87]
- 西川町立川土居小学校（同上）[87]
- 西川町立沼山小学校（同上）[87]

### 大江町
- 大江町立七軒西小学校南又分校（1972年閉校）[88]
- 大江町立七軒西小学校古寺分校（漆川第三小から移管、1974年閉校）[88]
- 大江町立本郷西小学校大鉢分校（1976年漆川第二小から移管、1977年閉校）[88]
- 大江町立七軒南小学校十郎畑冬季分校（1972年閉校）[88]
- 大江町立七軒南小学校（1981年七軒西小道海分校となり、1998年閉校）[88]
- 大江町立七軒西小学校（2001年休校、七軒東小へ事実上統合、2013年閉校）[88]
- 大江町立七軒東小学校（2006年休校、大江町立本郷東小学校へ事実上統合、2013年閉校）[88]
- 大江町立三郷小学校（2012年休校、児童は大江町立左沢小学校へ通学）[89][注釈 8]
- 大江町立本郷西小学校（2013年本郷東小へ統合）[88]

## 北村山郡

### 大石田町
- 大石田町立横山小学校三和冬季分校（1961年閉校）
- 大石田町立豊田小学校大林分校（1961年閉校）
- 大石田町立次年子小学校小平分校（1973年閉校）
- 大石田町立駒籠小学校藁口分校（1973年閉校）[91]
- 大石田町立次年子小学校（2005年休校、2007年大石田町立大石田小学校へ統合）[92]
- 大石田町立田沢小学校（2011年横山小と統合し大石田町立大石田南小学校へ）[93][注釈 9]
- 大石田町立横山小学校（2011年田沢小と統合し大石田南小へ）[93]
- 大石田町立亀井田小学校（2011年統合により大石田町立大石田北小学校へ）[93][注釈 10]
- 大石田町立鷹巣小学校（同上）[93]
- 大石田町立豊田小学校（同上）[93]
- 大石田町立駒籠小学校（同上）[93]

## 最上郡

### 金山町
- 金山町立金山小学校三枝分校（1955年上台分校から改称、1971年閉校）[94]
- 金山町立中田小学校杉沢冬季分校（1988年閉校）[95]
- 金山町立金山小学校谷口分校（1996年閉校）[94]
- 金山町立金山小学校漆野分校（1996年閉校）[94]
- 金山町立金山小学校朴山分校（2001年閉校）[94]
- 金山町立金山小学校田茂沢分校（2001年閉校）[94]
- 金山町立中田小学校（2014年金山町立金山小学校に統合）[95]
- 金山町立有屋小学校（2022年金山小に統合）[96]
- 金山町立明安小学校（2022年金山小に統合）[96]

### 最上町
- 最上町立赤倉小学校大森分校（1972年閉校）[97]
- 最上町立大堀小学校親倉見分校（1975年閉校）[注釈 11]
- 最上町立大堀小学校横川冬季分校（1983年閉校）
- 最上町立向町小学校前森分校（1990年閉校）[98]
- 最上町立大堀小学校上鵜杉冬季分校（1995年閉校）
- 最上町立富沢小学校堺田分校（1995年閉校）[99]
- 最上町立大堀小学校野頭冬季分校（2006年閉校）[98]
- 最上町立瀬見小学校（2011年最上町立大堀小学校へ統合）[100]
- 最上町立満沢小学校（2012年最上町立向町小学校へ統合）[100]
- 最上町立月楯小学校（2018年向町小へ統合）[98]
- 最上町立東法田小学校（2019年向町小へ統合）[101]
- 最上町立富沢小学校（2020年向町小へ統合）[100]
- 最上町立赤倉小学校（同上）[100]

### 舟形町
- 舟形町立舟形小学校〈旧〉（2013年統合により舟形町立舟形小学校〈新〉へ）[102]
- 舟形町立堀内小学校（同上）[102]
- 舟形町立長沢小学校（同上）[102]
- 舟形町立富長小学校（同上）[102]

### 真室川町
- 真室川町立大滝小学校三階滝冬季分校（1969年閉校）
- 真室川町立真室川小学校栗谷沢分校（1970年閉校）[103]
- 真室川町立釜渕小学校（2007年統合により真室川町立真室川北部小学校へ）[104]
- 真室川町立大滝小学校（同上）[104]
- 真室川町立及位小学校（同上）[104]
- 真室川町立小又小学校（同上）[104]
- 真室川町立安楽城小学校西郡分校（2008年休校[105]、2012年閉校[106]）
- 真室川町立安楽城小学校（2012年統合により真室川町立真室川あさひ小学校へ）[107]
- 真室川町立差首鍋小学校（同上）[107]
- 真室川町立平枝小学校（同上）[107]

### 大蔵村
- 大蔵村立永松小学校中切冬季分校（1961年閉校）
- 大蔵村立永松小学校（1961年閉校）[108]
- 大蔵村立肘折小学校深沢野冬季分校（1974年閉校）
- 大蔵村立大蔵小学校大坪冬季分校（1987年閉校）[109]
- 大蔵村立南山小学校柳渕分校（2000年閉校）[109]
- 大蔵村立大蔵小学校〈初代〉（2006年統合により大蔵小〈2代目〉へ）[109]
- 大蔵村立赤松小学校（同上）[109]
- 大蔵村立南山小学校（同上）[109]
- 大蔵村立大蔵小学校〈2代目〉（2009年統合により大蔵村立大蔵小学校〈3代目〉へ）[109]
- 大蔵村立肘折小学校（同上）[109]
- 大蔵村立沼台小学校（同上）[109]

### 鮭川村
- 鮭川村立鮭川小学校上絵馬河分校（1992年閉校）
- 鮭川村立曲川小学校木の根坂分校（2003年休校[110]、2007年閉校[111]）
- 鮭川村立鮭川小学校〈旧〉[112]（2011年統合により鮭川村立鮭川小学校〈新〉へ）[113][注釈 12]
- 鮭川村立大豊小学校[112]（同上）[113]
- 鮭川村立牛潜小学校[112]（同上）[113]
- 鮭川村立曲川小学校[112]（同上）[113]
- 鮭川村立曲川小学校芦沢分校（同上）

### 戸沢村
- 戸沢村立古口小学校岩花分校（1956年閉校）[114]
- 戸沢村立古口小学校沓喰分校（1966年休校、1973年閉校）[114]
- 戸沢村立古口小学校外川分校（1978年閉校）[114]
- 戸沢村立古口小学校白糸分校（1966年土湯分校から改称、1983年休校、1997年閉校）[114]
- 戸沢村立古口小学校柏沢分校（1987年休校、1997年閉校）[114]
- 戸沢村立古口小学校蔵岡分校（1992年閉校）[114]
- 戸沢村立戸沢小学校〈初代〉（2013年統合により戸沢小〈2代目〉へ）[115]
- 戸沢村立古口小学校（同上）[115]
- 戸沢村立神田小学校（同上）[115]
- 戸沢村立角川小学校（同上）[115]
- 戸沢村立戸沢小学校〈2代目〉（2021年戸沢中学校と統合し戸沢村立戸沢学園へ）[115]

古口村（1955年・戸沢村に改称）
- 古口村立古口小学校栃台分校（1954年閉校）[114]

## 東置賜郡

### 高畠町
- 高畠町立二井宿小学校青井流分校（1970年休校、1973年閉校）[注釈 13]
- 高畠町立時沢小学校（2010年高畠町立屋代小学校へ統合）[116]
- 高畠町立和田小学校上和田分校（2010年閉校）[116]

### 川西町
- 川西町立玉庭小学校酒町分校（1963年閉校）[117]
- 川西町立玉庭小学校上和合分校（1963年上和合冬季分校に移行、1969年閉校）[117]
- 川西町立玉庭小学校矢の沢分校（1971年閉校）[117]
- 川西町立東沢小学校（2018年川西町立小松小学校へ統合）[118]
- 川西町立高山小学校（2018年川西町立中郡小学校へ統合）[118]
- 川西町立玉庭小学校（2024年川西町立小松小学校へ統合）[119]

## 西置賜郡

### 小国町
- 小国町立玉川小学校中田山崎冬季分校[120]（閉校時期不詳）
- 小国町立舟渡小学校（1960年8月統合により沖庭小へ）[121]
- 小国町立小国小学校若山分校（同上）[121]
- 小国町立小国小学校古田分校（同上）[121]
- 小国町立沖庭小学校金目冬季分校[121]（閉校時期不詳）
- 小国町立玉川小学校小玉川冬季分校（1966年閉校）[122]
- 小国町立小国小学校越戸分校（1968年11月閉校）[123]
- 小国町立白沼小学校桜沢冬季分校（1969年閉校）
- 小国町立白沼小学校高松冬季分校（1969年閉校）
- 小国町立叶水小学校西滝分校（1970年閉校）[124]
- 小国町立伊佐領小学校綱木冬季分校（1970年閉校）[125]
- 小国町立白沼小学校間瀬冬季分校（1971年閉校）
- 小国町立白沼小学校明沢冬季分校（1971年閉校）
- 小国町立五味沢小学校（1971年長沢小と統合し北部小へ）[126]
- 小国町立長沢小学校（1971年五味沢小と統合し北部小へ）[126]
- 小国町立白沼小学校綱川分校（1973年閉校）
- 小国町立小国小学校小倉冬季分校（1977年休校、1983年閉校）[127]
- 小国町立叶水小学校市野々分校（1979年閉校）[128]
- 小国町立玉川小学校樽口冬季分校（1980年閉校）[129]
- 小国町立北部小学校入折戸冬季分校（1985年閉校）[130]
- 小国町立北部小学校樋倉冬季分校（1986年閉校）[126]
- 小国町立叶水小学校河原角冬季分校（1991年閉校）[124]
- 小国町立北部小学校中野冬季分校（1999年閉校）[131]
- 小国町立小玉川小学校（2008年休校[132]、小国町立小国小学校へ統合[133]）
- 小国町立足中小学校（1978年玉川小足中分校となり、1985年休校、1987年再開、2008年再休校）[134]、2009年玉川小へ統合[132]）
- 小国町立玉川小学校（2010年小国小へ統合）[133]
- 小国町立伊佐領小学校（2011年小国小へ統合）[133]
- 小国町立白沼小学校（2012年小国小へ統合）[133]
- 小国町立北部小学校（2013年小国小へ統合）[133]
- 小国町立沖庭小学校（2014年小国小へ統合）[133]

### 白鷹町
- 白鷹町立鮎貝小学校深山分校（1946年閉校）[135]
- 白鷹町立鮎貝小学校高岡分校（1946年閉校）[135]
- 白鷹町立荒砥小学校下山分校（1968年閉校）[136]
- 白鷹町立鮎貝小学校栃窪分校（1971年閉校）[135]
- 白鷹町立鮎貝小学校黒鴨分校（1988年閉校）[135]
- 白鷹町立荒砥小学校大瀬分校（1984年8月31日閉校）[136]
- 白鷹町立十王小学校（1998年白鷹町立荒砥小学校へ統合）[136]
- 白鷹町立滝野小学校（1998年萩野小と統合し鷹山小へ）[136]
- 白鷹町立萩野小学校（1998年滝野小と統合し鷹山小へ）[136]
- 白鷹町立中山小学校（2009年鷹山小へ統合）[136]
- 白鷹町立鷹山小学校（2015年荒砥小へ統合）[136]

### 飯豊町
- 飯豊町立中津川小学校岳谷冬期分校〈初代〉（1958年閉校）[137]
- 飯豊町立中津川小学校小坂冬期分校（1958年閉校）[137]
- 飯豊町立中津川小学校小屋分校〈初代〉（1960年閉校）[137]
- 飯豊町立萩生小学校（1971年統合により飯豊町立第一小学校へ）[138]
- 飯豊町立中小学校（同上）[138]
- 飯豊町立黒沢小学校（同上）[138]
- 飯豊町立中津川小学校小坂冬季分校（1972年閉校）[137]
- 飯豊町立須郷小学校（中津川小学校須郷分校から独立するも1972年閉校）[137]
- 飯豊町立手ノ子小学校大鹿分校（1972年休校、1983年閉校）[139]
- 飯豊町立第一小学校高畑分校（1973年手ノ子小学校から移管、1974年閉校）[注釈 14]
- 飯豊町立第一小学校大平分校（1973年萩生小から移管、1975年閉校）[注釈 15]
- 飯豊町立中津川小学校岳谷分校〈2代目〉（1976年閉校）[137]
- 飯豊町立第一小学校新沼分校（1973年萩生小から移管、1977年閉校）[注釈 16]
- 飯豊町立中津川小学校広河原分校（1964年須郷小へ移管、1972年中津川小へ再移管、1977年閉校）[137]
- 飯豊町立手ノ子小学校高峰分校（1981年閉校）[140]
- 飯豊町立中津川小学校小屋分校〈2代目〉（1972年須郷小から移管、1993年休校、2004年閉校）[137]
- 飯豊町立中津川小学校岩倉分校（1993年閉校）[137]
- 飯豊町立中津川小学校（2013年飯豊町立手ノ子小学校へ統合）[140]

中津川村（1958年・飯豊村に編入）
- 中津川村立中津川小学校岳谷一本松分校（1954年休校、1955年岳谷一本松冬期臨時分校へ移行、1956年閉校）[137]

## 東田川郡

### 庄内町
- 庄内町立狩川小学校（2009年統合により庄内町立立川小学校へ）[141]
- 庄内町立清川小学校（同上）[141]
- 庄内町立立谷沢小学校（同上）[141]

余目町（2005年・庄内町を新設）
- 余目町立栄小学校（1962年庄内町立余目第一小学校〈当時：余目町立〉開校に伴い廃校）[142]
- 余目町立余目小学校（1963年統合により庄内町立余目第二小学校〈当時：余目町立〉へ）[143]
- 余目町立常万小学校（同上）[143]
- 余目町立八栄里小学校（同上）[143]

立川町（2005年・庄内町を新設）
- 立川町立立谷沢小学校中島分校（1961年閉校）[144]
- 立川町立狩川小学校第二分校（1963年閉校）[144]
- 立川町立大中島小学校新田分校（1969年閉校）[144]
- 立川町立狩川小学校千本杉冬季分校（1971年閉校）[144]
- 立川町立清川小学校中島冬季分校（1971年閉校）[144]
- 立川町立狩川小学校第一分校（1972年閉校）[144]
- 立川町立立谷沢小学校工藤沢分校（1972年閉校）[144]
- 立川町立立谷沢小学校肝煎分校（1972年閉校）[144]
- 立川町立大中島小学校（2001年立谷沢小へ統合）[144]

## 飽海郡

### 遊佐町
- 遊佐町立稲川小学校十里塚分校（1961年西遊佐小へ統合）[145]
- 遊佐町立杉沢小学校（1955年蕨岡小杉沢分教場から独立、1978年蕨岡小へ統合）[146]
- 遊佐町立白井小学校（1978年遊佐小〈旧〉へ統合）[147]
- 遊佐町立西遊佐小学校（2014年稲川小と統合し藤崎小へ）[148]
- 遊佐町立稲川小学校（2014年西遊佐小と統合し藤崎小へ）[148]
- 遊佐町立遊佐小学校〈旧〉（2023年統合により遊佐町立遊佐小学校〈新〉へ）[149]
- 遊佐町立蕨岡小学校（同上）[149]
- 遊佐町立高瀬小学校（同上）[149]
- 遊佐町立吹浦小学校（同上）[149]
- 遊佐町立藤崎小学校（同上）[149]